# Джиффоне
Джиффоне (итал. Giffone) — коммуна в Италии, расположена в области Калабрия, подчиняется административному центру метропольный город Реджо-ди-Калабрия.
Население составляет 2181 человек, плотность населения составляет 156 чел./км². Занимает площадь 14 км². 
Почтовый индекс — 89020. Телефонный код — 0966.
Покровителем коммуны почитается святой апостол Варфоломей, празднование 25 августа.